# Grga Andrin
Grgo Andrin (1855 – 1905) magyarországi horvát költő. Megmaradtak más műfajú művei is: történetek, rajzok, alkalmi versek és magánlevelek.

## Életrajza
Műveit irodalmi horvát nyelven írta, de néhány műve sokác i-ző nyelvjárásban is megjelent, mint az Ördögi romlottság (1899.), amelyben leírta az áttérését a katolikus hitről a pravoszlávra. 
Mandics Zsivkó adott ki 2000-ben a Magyarországi horvát irodalmárok című könyvében.